# Nuestra Señora de la Soledad (Paterna de Rivera)
La imagen de Nuestra Señora de la Soledad Coronada es la patrona de Paterna de Rivera (Cádiz), proclamado su patronazgo el 22 de marzo de 1929, titular de su hermandad que data de finales del siglo XVII, año 1674, cuya talla fue quemada en la guerra civil española.
Por este motivo, la hermandad encargó una nueva talla al imaginero y escultor Antonio Castillo Lastrucci la cual finalizó en 1937. Fue restaurada a finales de 2008 en Sevilla por el escultor Francisco Berlanga, que interviene la estructura, brazos y manos y un poco su expresión original dada por su autor Castillo Lastrucci.
La imagen, el 10 de diciembre de 2006, fue coronada canónicamente. Su hermandad tiene unos setencientos hermanos aproximadamente. La salida procesional se realiza el Jueves Santo bajo palio y el Viernes Santo, con su manto negro bordado en plata, con el monte del calvario y la cruz con el sudario, acompañada por la Agrupación Musical Ntra. Sra. de la Soledad Coronada que consta de unos 35 integrantes, y que ha empezado a depender y formar parte de la hermandad a partir del año 2012.
Se celebra como culto un solemne y tradicional septenario en su honor. Cada día del septenario se dedica a un colectivo: primer día, costaleros y agrupación musical; segundo día, catequesis y liturgia; tercer día, tercera edad y grupo de evangelios; cuarto día, acción de gracias coronación; quinto día, cáritas, juventud y grupo misionero; sexto día, difuntos; séptimo día, cofradías, asociaciones y peñas. El Viernes de Dolores (día de la patrona) es la presentación de los niños nacidos en el año y besamanos a la Virgen.
Al final de la procesión se lleva a cabo el "Encuentro" de la madre dolorosa con el hijo en la cruz, la madre mira como el hijo se dirige hacia la cruz.
La imagen es venerada durante todo el año en la Iglesia de Nuestra Señora de la Inhiesta.